# GeoTIFF
GeoTIFF — открытый формат представления растровых данных в формате TIFF совместно с метаданными о географической привязке (геореференцированный растр). Использует спецификации TIFF 6.0, в которую добавляет несколько видов геотегов, которые определяют вид картографической проекции, систему географических координат, модель геоида, датум и любую другую информацию, необходимую для точного пространственного ориентирования космического снимка. Приложения, поддерживающие только формат TIFF 6.0, но не GeoTIFF, могут открывать изображения, получая базовый растр без метаинформации.. Используются при создании Базы данных дистанционного зондирования Земли.

## История
Формат GeoTIFF был создан доктором Найлсом Риттером во время его работы на Лабораторию реактивного движения НАСА.

## Теги
В GeoTIFF определено всего 6 кодов тегов TIFF, несмотря на обилие различных видов геопространственной информации. При разработке формата учитывалось, что общее количество тегов TIFF ограничено.
Код тега, название тега:
- 34735 GeoKeyDirectoryTag
- 34736 GeoDoubleParamsTag
- 34737 GeoAsciiParamsTag
- 33550 ModelPixelScaleTag
- 34264 ModelTransformationTag
- 33922 ModelTiepointTag

Первый из перечисленных тегов является входным, то есть он содержит ссылки на любые другие теги GeoTIFF.
Последние три тега задают трансформацию изображения, если оно не было заранее преобразовано в прямоугольную форму (например, в растрах, полученных при спутниковой съемке под большим углом).
В тегах GeoTIFF может задаваться:
- Вид картографической проекции или систему географических координат
- Параметры (датум) земного геоида
- Дискреты разрешения изображения
- Матрицу полиномиального, сплайнового или аффинного преобразования
- Характерные параметры изображения